# Liste der Kulturdenkmale in Landsberg (Saalekreis)
In der Liste der Kulturdenkmale in Landsberg sind alle Kulturdenkmale der Stadt Landsberg (Saalekreis) und ihrer Ortsteile aufgelistet. Grundlage ist das Denkmalverzeichnis des Landes Sachsen-Anhalt, das auf Basis des Denkmalschutzgesetzes des Landes Sachsen-Anhalt vom 21. Oktober 1991 durch das Landesamt für Denkmalpflege und Archäologie Sachsen-Anhalt erstellt und seither laufend ergänzt wurde (Stand: 31. Dezember 2023).
Diese Liste ist eine Teilliste der Liste der Kulturdenkmale im Saalekreis.

## Kulturdenkmale nach Ortsteilen

### Landsberg
| Lage | Bezeichnung                   | Beschreibung | Erfassungs- nummer | Ausweisungsart | Bild                    |
| --- | ----------------------------- | --- | ------------------ | -------------- | ----------------------- |
| Am Kapellenberg 1, 2, 3, 4, 5, 6, An der Kirche 1, 2, An der Merseburger Straße 3, 4, 5, 5a, 11, 12, Bahnhofstraße 1, 2, Hallesche Landstraße (alt: Hallesche Straße) 1, 2, 3, 4, 5, 6, 7, 8, 9, 10, 11, 12, Hillerstraße 1, 2, 3, 4, 5, 6, 7, 8, Kleine Gasse 1, 2, 3, 4, 5, 6, 7, Köthener Straße 1, 2, 3, 5, 26, 27, 28, 29, 30, 31, 32, Kreuzgasse 1, 2, 2a, 3, 4, 5, Leipziger Straße 1, 2, 3, 4, 5, 6, 7, 8, 9, 48, 49, 50, 51, 52, 53, 54, 55, 56, 57, Lutherplatz 1, 1a, 2, 3, 4, 5, 6, Markt 1, 2, 4, 5, 6, 7, 8, Matthias-Erzberger-Straße 1, 2, 3, 6, 8, Merseburger Straße 1, 2, 3, 4, 5, 6, 7, 8, 8a, 9, 10, 11, 12, 14, 15, 16, 75, 76, 77, 78, 79, Mühlgasse 1, 2, 3, 4, 5, 6, 7, 8, Rosa-Luxemburg-Straße 28, Schneiderplatz 1, 2, 3, 4, Tischlergasse 1, 2, 3, 4, 5, 6, 7, 8, Töpfergasse 1, 2, 3, 4, 5, 6, 7, 8, Topfmarkt 3, 4, 5, 6, 7, 8, 9, 10, 11, 12, 13, 14, 15, 16, Walter-Rathenau-Straße 1, 2, 3, 4, 5, 6, 7, 8, 9, 10, 11 (Karte) | Altstadt                      | | 094 55190          | Denkmalbereich | Altstadt                |
| An der Kirche (Karte) | Kirche St. Nikolai            | | 094 55192          | Baudenkmal     | Weitere Bilder          |
| An der Kirche 1 (Karte) | Wohnhaus                      | An der Südseite des Kirchhofs gelegenes, den Hof begrenzendes Wohnhaus, ehemaliges Schulgebäude, errichtet 1812 | 094 56011          | Baudenkmal     | Wohnhaus                |
| An der Kirche 2 (Karte) | Wohnhaus                      | 1896 als „Neue Schule“ errichteter repräsentativer zweigeschossiger Klinkerbau mit schmalem Mittelrisalit und Treppengiebel | 094 55198          | Baudenkmal     | Wohnhaus                |
| B 100 ca. 150 m nördlich vom Kreuzungsbereich B 100/L 143 (Straße nach Zörbig) (Karte) | Preußischer Meilenstein       | Preußischer Meilenstein | 094 98371          | Kleindenkmal   | Preußischer Meilenstein |
| Bahnhofstraße 7, 8, 9, 10, 11, 12, 32, 33 (Karte) | Straßenzeile                  | Durch die Bauten der 1871 gegründeten Malzfabrik geprägter Straßenzug, Villa der Malzfabrik mit Produktionsgebäude von 1912, gegenüberliegende qualitätvolle Wohnbauten für die Angestellten der Fabrik                                                                   | 094 55271          | Denkmalbereich | Straßenzeile            |
| Bahnhofstraße 32 (Karte) | Wohnhaus                      | Repräsentatives Wohnhaus des 19. Jahrhunderts, reich gestaltete Fassade, Mittelrisalit mit Wappenkartusche im Giebelfeld | 094 55282          | Baudenkmal     | BW                      |
| Zechenhaus, am Straßenrand, Ortseingang aus Richtung Roßla | Trog                          | aus Sandstein gefertigter Löschtrog, 2017 als Denkmal ausgewiesen | 107 05083          | Kleindenkmal   |                         |
| Hallesche Landstraße (alt:Hallesche Straße) 2 (alt:12) (Karte) | Wappentafel                   | Wappenstein, Bäcker-Handwerkszeichen, Sandsteinrelief von 1738 | 094 55197          | Baudenkmal     | BW                      |
| Hallesche Landstraße (alt:Hallesche Straße) 6 (alt:10) (Karte) | Wohnhaus                      | Gut proportioniertes, relativ ungestört erhaltenes zweigeschossiges Wohnhaus aus der Zeit um 1800 | 094 55204          | Baudenkmal     | BW                      |
| Kapellenberg (Karte) | Doppelkapelle St. Crucis      | mit Resten der Burg Landsberg | 094 55189          | Baudenkmal     | Weitere Bilder          |
| Kapellenberg (Karte) | Kriegerdenkmal                | 1926 durch den Bildhauer Paul Horn geschaffenes Metallkreuz | 094 55293          | Baudenkmal     | Weitere Bilder          |
| Leipziger Straße, Stadtfriedhof (Karte) | Feierhalle                    | Friedhofskapelle des 19. Jahrhunderts, schmuckvoller Ziegelbau | 094 55283          | Baudenkmal     | Feierhalle              |
| Leipziger Straße 2 (Karte) | Wohnhaus                      | Haus Friedrich, im Kern eines der ältesten Bürgerhäuser der Stadt, ursprünglich ein Fachwerkbau, vermutlich 16. Jahrhundert | 094 55199          | Baudenkmal     | Wohnhaus                |
| Leipziger Straße 9 (Karte) | Wohnhaus                      | Unverändert erhaltenes Wohnhaus als Beispiel der Architektur der 1920er Jahre | 094 55207          | Baudenkmal     | Wohnhaus                |
| Lutherplatz (Karte) | Transformatorenstation        | Transformatorenhäuschen, schöner Ziegelbau mit Satteldach, um 1900 | 094 56043          | Baudenkmal     | Weitere Bilder          |
| Lutherplatz 2 (Karte) | Gasthof                       | Gasthof Goldener Löwe, im Stadtzentrum gelegener imposanter Bau, für die Zeit um 1700 als Poststation nachgewiesen, heutige Gestalt unter Beibehaltung der barocken Substanz durch die Anfang des 20. Jahrhunderts erneuerte Fassade und den angrenzenden Saalbau geprägt | 094 55200          | Baudenkmal     | Weitere Bilder          |
| Lutherplatz 6 (Karte) | Wohnhaus                      | Im Kern aus dem 18. Jahrhundert stammend, qualitätvolle nördliche Fassade mit aufwendigem Portal, Schmuckrosetten und Ladeneinbau im 19. Jahrhundert | 094 55208          | Baudenkmal     | Wohnhaus                |
| Markt (Karte) | Kursächsische Postmeilensäule | Kursächsische Postdistanzsäule (Nachbildung 1989, Originalwappen im Museum) | 094 55191          | Kleindenkmal   | Weitere Bilder          |
| Markt 1 (Karte) | Rathaus                       | Rathaus Landsberg | 094 55201          | Baudenkmal     | Weitere Bilder          |
| Markt 5 (Karte) | Wohnhaus                      | Straßenbildbestimmendes Wohnhaus in Ecklage, 1. Hälfte des 19. Jahrhunderts, im Kern vermutlich älter | 094 55209          | Baudenkmal     | Wohnhaus                |
| Markt 6 (Karte) | Wohnhaus                      | Anspruchsvolles Wohnhaus aus der 1. Hälfte des 18. Jahrhunderts, Bau in der 1. Hälfte des 19. Jahrhunderts überformt | 094 55266          | Baudenkmal     | Wohnhaus                |
| Matthias-Erzberger-Straße 1 (Karte) | Wohnhaus                      | Wohnhaus und Apotheke, Eckgebäude an der Ortsausfahrt Hallesche Landstraße, qualitätvoller zweigeschossiger Bau mit einachsigem Risalit mit Schweifgiebel und Sonnenrelief                                                                                                | 094 55268          | Baudenkmal     | BW                      |
| Merseburger Straße 1 (Karte) | Wohnhaus                      | Prägnante Eckbebauung an der Einmündung der Halleschen Landstraße in den Lutherplatz, im 19. Jahrhundert errichtet | 094 55202          | Baudenkmal     | BW                      |
| Merseburger Straße 4 (Karte) | Wohn- und Geschäftshaus       | Landfleischerei Ostrau, Laden mit qualitätvoller Fassade, Fries mit Terrakotta-Rosetten, Ende des 19. Jahrhunderts | 094 55274          | Baudenkmal     | BW                      |
| Merseburger Straße 79 (Karte) | Wohnhaus                      | Gebäude in unmittelbarer Nachbarschaft zum Rathaus, zweigeschossiger Putzbau aus dem 19. Jahrhundert mit harmonischer Fassadengliederung | 094 55267          | Baudenkmal     | BW                      |
| Topfmarkt 6 (Karte) | Wohnhaus                      | Kleines Handwerker- oder Arbeiterwohnhaus aus der Zeit um 1800 | 094 56010          | Baudenkmal     | BW                      |
| Töpfergasse 7 (Karte) | Wohnhaus                      | Schlichtes Handwerkerhaus, Ende des 18. Jahrhunderts | 094 55270          | Baudenkmal     | BW                      |
| Walter-Rathenau-Straße 5 (Karte) | Pfarrhof                      | | 094 55269          | Baudenkmal     | BW                      |

### Bageritz
| Lage                                                              | Bezeichnung | Beschreibung | Erfassungs- nummer | Ausweisungsart | Bild |
| ----------------------------------------------------------------- | ----------- | ------------ | ------------------ | -------------- | ---- |
| Bageritzer Ring (alt: An der Eiche) 7, 11, 12, 13, 14, 15 (Karte) | Straßenzug  |              | 094 55587          | Denkmalbereich | BW   |

### Braschwitz
| Lage                                                                           | Bezeichnung            | Beschreibung                            | Erfassungs- nummer | Ausweisungsart | Bild                   |
| ------------------------------------------------------------------------------ | ---------------------- | --------------------------------------- | ------------------ | -------------- | ---------------------- |
| vor Brunnenstraße 10 (Karte)                                                   | Bauernstein            |                                         | 094 76808          | Kleindenkmal   | Bauernstein            |
| Brunnenstraße 22 (Karte)                                                       | Kirche St. Nikolai     |                                         | 094 55044          | Baudenkmal     | Weitere Bilder         |
| Brunnenstraße 9,10,11,12,13,14,15,16,17,18,19,20 (ohne Denkmalwert),23 (Karte) | Brunnenstraße 9–20, 23 | Platz mit Bebauung des 19. Jahrhunderts | 094 55188          | Denkmalbereich | Brunnenstraße 9–20, 23 |
| Im kleinen Dorf 10, 11 (Karte)                                                 | Straßenzeile           |                                         | 094 55300          | Denkmalbereich | BW                     |

### Dammendorf
| Lage                                                           | Bezeichnung | Beschreibung | Erfassungs- nummer | Ausweisungsart | Bild           |
| -------------------------------------------------------------- | ----------- | --- | ------------------ | -------------- | -------------- |
| (Karte)                                                        | Kirche      | Seit den 1980er Jahren zum Teil Ruine, ursprünglich Rechteckbau mit Westquerturm, vom Kirchenschiff nur noch die Grundmauern erhalten, Glockenturm von 1745 in den 1990er Jahren neu gedeckt | 094 55337          | Baudenkmal     | Weitere Bilder |
| (Karte)                                                        | Mühle       | Um 1860 wahrscheinlich als Bockwindmühle errichtet, später Umbau zur Paltrockwindmühle, abgebrochen                                                                                          | 094 55338          | Baudenkmal     | Weitere Bilder |
| Blumenstraße 1, 2, 3, 4, 5, 6, 7, 8, 9, 10, 11, 12, 13 (Karte) | Straßenzug  | Ortskern, geschlossener Straßenzug mit trauf- und giebelständigen Wohnhäusern, teils mit Krüppelwalmdach, 2. Hälfte des 18. Jahrhunderts                                                     | 094 55336          | Denkmalbereich | Straßenzug     |

### Eismannsdorf
| Lage                                                                | Bezeichnung                 | Beschreibung                                                 | Erfassungs- nummer | Ausweisungsart | Bild           |
| ------------------------------------------------------------------- | --------------------------- | ------------------------------------------------------------ | ------------------ | -------------- | -------------- |
| Zum Dorfplatz (alt: Hauptstraße 19, 23, 26, 28) 28, 36, 38, (Karte) | Straßenzug                  |                                                              | 094 55402          | Denkmalbereich | Straßenzug     |
| Zum Dorfplatz 11 (Karte)                                            | Kirche St. Simonis et Judae | Kirche                                                       | 094 55279          | Baudenkmal     | Weitere Bilder |
| Zum Dorfplatz 15                                                    | Wohnhaus                    | Wohnhaus Im Jahr 2023 in das Denkmalverzeichnis eingetragen. | 094 18925          | Baudenkmal     |                |
| Zur alten Schmiede (alt: Hauptstraße 8) 1 am Kirchhof (Karte)       | Schmiede                    | Schmiede                                                     | 094 55280          | Baudenkmal     | BW             |

### Gollma
| Lage | Bezeichnung | Beschreibung | Erfassungs- nummer | Ausweisungsart               | Bild           |
| --- | ----------- | ------------ | ------------------ | ---------------------------- | -------------- |
| Gut Gollma (alt: Lindenhof, Mittelstraße) 4 (Karte) | Gutshaus    |              | 094 55255          | Baudenkmal                   | Gutshaus       |
| Hinter dem Berge 1, 2, 2a, 3, 4, 5, 6, 7, 8, 9, Karl-Marx-Straße 1, 2, 3, 4, 4a, 5, 6, 7, (8), 8a, Lindenplatz 1, 2, 3, 4, 5, 6, Schlossstraße (alt:Schulstraße) 1, 2, (3), 4, 6, 8 (Karte) | Ortskern    |              | 094 55294          | Denkmalbereich               | BW             |
| Leipziger Straße 27 Ortsrand (Karte) | Wohnhaus    |              | 094 55353          | Baudenkmal                   | BW             |
| Schlossstraße (alt:Schulstraße) 6 (Karte) | Pfarrhaus   |              | 094 55263          | Baudenkmal                   | BW             |
| Schlossstraße (alt:Schulstraße) 1 (alt: 9) südlich der Kirche (Karte) | Gutshof     | Gutshof      | 094 55195          | Baudenkmal                   | BW             |
| Schlossstraße (alt:Schulstraße) 1 (alt: 9) | Park        | Park         | 094 55195 001      | Teilobjekt eines Baudenkmals |                |
| Schulstraße (Karte) | Kirche      |              | 094 55193          | Baudenkmal                   | Weitere Bilder |

### Gütz
| Lage                                                                   | Bezeichnung | Beschreibung | Erfassungs- nummer | Ausweisungsart | Bild           |
| ---------------------------------------------------------------------- | ----------- | --- | ------------------ | -------------- | -------------- |
| Friedrich-von-Schiller-Straße 1, 1a, 2, (3), 3a, 4, 5, 6, 7, 8 (Karte) | Straßenzug  | Dorfstraße vom Ortseingang zum Kirchhof, typisch dörfliche Bebauung mit zweigeschossigen Wohnhäusern und Nebengebäuden vorrangig des 19. Jahrhunderts | 094 55248          | Denkmalbereich | Straßenzug     |
| Goethestraße (Karte)                                                   | Kirche      | Im Kern romanische Kirche mit spätgotischem Chor, Umbau im 18. Jh., Friedhof mit qualitätvollen Grabsteinen des 17., 18. und frühen 19. Jahrhunderts  | 094 55196          | Baudenkmal     | Weitere Bilder |
| Köthener Straße 11 (Karte)                                             | Gutshaus    | Imposantes Gutshaus mit äußerst qualitätvoller Innenausstattung, u.a. mit farbigen Glasfenstern, Anfang des 20. Jahrhunderts                          | 094 55250          | Baudenkmal     | Weitere Bilder |

### Harsdorf
| Lage                        | Bezeichnung                               | Beschreibung                                                                  | Erfassungs- nummer | Ausweisungsart | Bild           |
| --------------------------- | ----------------------------------------- | ----------------------------------------------------------------------------- | ------------------ | -------------- | -------------- |
| Harsdorfer Platz 10 (Karte) | Stall und Toreinfahrt Harsdorfer Platz 10 | Stall und mit figürlichem Schmuck versehene Toranlage aus dem 19. Jahrhundert | 094 55517          | Baudenkmal     | Weitere Bilder |

### Hohenthurm
| Lage | Bezeichnung      | Beschreibung | Erfassungs- nummer | Ausweisungsart | Bild             |
| --- | ---------------- | --- | ------------------ | -------------- | ---------------- |
| Friedhof, Westseite (Karte) | Feierhalle       | Friedhofskapelle, erbaut 1930 | 094 97604          | Baudenkmal     | Weitere Bilder   |
| Burgberg, östlich des Bergfrieds (Karte) | Kirche           | Martin-Luther-Kirche, romanische Dorfkirche in unmittelbarer Nachbarschaft der Burg, mit dem Bergfried durch einen Zwischenbau verbunden | 094 55491          | Baudenkmal     | Weitere Bilder   |
| Burgberg (Karte) | Kriegerdenkmal   | | 094 60949          | Kleindenkmal   | Weitere Bilder   |
| Alte Bahnhofstraße 1, 2, 3, 4, 5, 6, 7, 8, 10, 10a, 11, 12, 13, 86, 87, 88, 89, Berliner Straße 4, 5, 7, 8, 9, 10, 11, Von-Wuthenau-Platz (alt: Dorfplatz) 1, 2, 3, 4, 5, 6 (Karte) | Straßenzug       | Wohnhäuser am Fuße des Burgberges und um den Dorfplatz, Blick auf das Ensemble von Burg, Bergfried und Kirche                            | 094 55492          | Denkmalbereich | Straßenzug       |
| Alte Bahnhofstraße 79, 80, 81, 82, 83, 84 (Karte) | Häusergruppe     | Solide Doppelwohnhäuser und Villen entlang der Alten Bahnhofstraße, die von Süden auf den Dorfkern zuführt, Anfang des 20. Jahrhunderts  | 094 55493          | Denkmalbereich | Häusergruppe     |
| Berliner Straße 2 (Karte) | Burg             | Burg, Bergfried und Schloss | 094 55490          | Baudenkmal     | Weitere Bilder   |
| Berliner Straße 5 (Karte) | Gasthof Zur Rose | 1822 erbautes Gasthaus, 2017 als Denkmal ausgewiesen                                                                                     | 094 77131          | Baudenkmal     | Gasthof Zur Rose |

### Klepzig
| Lage                                               | Bezeichnung       | Beschreibung                                                                                      | Erfassungs- nummer | Ausweisungsart | Bild           |
| -------------------------------------------------- | ----------------- | ------------------------------------------------------------------------------------------------- | ------------------ | -------------- | -------------- |
| Friedhof (Karte)                                   | Kapelle           | Friedhofskapelle und Einfriedung, Zentralbau mit Kuppel und Laterne, 1892 errichtet               | 094 55304          | Baudenkmal     | Kapelle        |
| (Karte)                                            | Kirche St. Marien |                                                                                                   | 094 55303          | Baudenkmal     | Weitere Bilder |
| Kirchstraße 7 (Karte)                              | Pfarrhaus         | Prägnanter giebelständiger Bau südöstlich der Kirche, errichtet 1820, Glockenstuhl im Pfarrgarten | 094 55305          | Baudenkmal     | Pfarrhaus      |
| Kirchstraße 2, 3, 4, 5, 6, 7, 8, 9, 11, 12 (Karte) | Straßenzug        | Historisch gewachsener Straßenzug, Wohn- und Wirtschaftsgebäude des 19. Jahrhunderts              | 094 55574          | Denkmalbereich | Straßenzug     |

### Kneipe
| Lage                                                                            | Bezeichnung  | Beschreibung | Erfassungs- nummer | Ausweisungsart | Bild         |
| ------------------------------------------------------------------------------- | ------------ | --- | ------------------ | -------------- | ------------ |
| Zur Zollstation (alt: Hauptstraße 50, 51, 52, 53, 54, 55) 1, 2, 3, 4, 5 (Karte) | Häusergruppe | Anlage bestehend aus zwei ehemaligen Gasthöfen, Gutsarbeiterhäusern, dem Wagnerhaus und einem großen Gehöft                                                               | 094 55647          | Denkmalbereich | Häusergruppe |
| Zur Zollstation (alt: Hauptstraße 55) 1 (Karte)                                 | Bauernhof    | Stattliches Gehöft am Ortseingangsbereich, entstanden ab 1740 als Gasthaus Zur Preußischen Krone mit Post und Ausspannstation, auf dem Hof Wirtschaftsgebäude des 19. Jh. | 094 55646          | Baudenkmal     | Bauernhof    |

### Lohnsdorf-Siedersdorf
| Lage                  | Bezeichnung | Beschreibung | Erfassungs- nummer | Ausweisungsart | Bild |
| --------------------- | ----------- | ------------ | ------------------ | -------------- | ---- |
| Am Speicher 3 (Karte) | Wohnhaus    |              | 094 55589          | Baudenkmal     | BW   |
| Am Speicher x (Karte) | Speicher    |              | 094 55588          | Baudenkmal     | BW   |

### Niemberg
| Lage | Bezeichnung      | Beschreibung | Erfassungs- nummer | Ausweisungsart | Bild           |
| --- | ---------------- | --- | ------------------ | -------------- | -------------- |
| Alte Zollstraße (alt: Bahnhofstraße 2) 3 (Karte) | Villa            | Historisierender Backsteinbau, Ende des 19. Jahrhunderts | 094 55185          | Baudenkmal     | BW             |
| Hermann-Ferres-Straße 1, Südstraße (alt: Hohenthurmer Straße) 1, 2 (Karte)                                                                                  | Platz            | Wohn- und Geschäftsgebäude an der Kreuzung der auf das Dorf zuführenden Alten Zollstraße (ehem. Bahnhofstraße), stattliche Bauten des frühen 20. Jahrhunderts                           | 094 55184          | Denkmalbereich | BW             |
| Plößnitzer Straße (alt: Hallesche Straße 16) 16 (Karte) | Wohnhaus         | Erhaltenes Wohnhaus aus der Zeit um 1800, seit 1852 an dieser Stelle die Niemberger Dorfschmiede                                                                                        | 094 55034          | Baudenkmal     | Wohnhaus       |
| Robert-Schossig-Straße (alt: Mittelstraße) 4 (Karte) | Wohnhaus         | Schlichtes zweigeschossiges Wohnhaus in Traufstellung, 1. Hälfte des 19. Jahrhunderts, Wintergartenanbau um 1900                                                                        | 094 55033          | Baudenkmal     | BW             |
| Spickendorfer Straße 8 (Karte) | ehemalige Fabrik | Ehemalige „Aktien-Malzfabrik Niemberg“, später Hallesche Getreide GmbH, weithin sichtbarer, in seiner Größe beeindruckender Fabrikkomplex aus gelben und roten Klinkern, erbaut 1888/89 | 094 77085          | Baudenkmal     | Weitere Bilder |
| Südstraße (alt: Hohenthurmer Straße) 2 (Karte) | Wohnhaus         | Repräsentatives Wohnhaus in Jugendstilformen, Anfang des 20. Jahrhunderts erbaut | 094 55035          | Baudenkmal     | BW             |
| Südstraße (alt: Hohenthurmer Straße) 5 (Karte) | Schule           | Ehemalige Dorfschule, qualitätvoller eingeschossiger Ziegelbau des 19. Jahrhunderts | 094 55030          | Baudenkmal     | Schule         |
| Wendenring (Karte) | Kirche           | Dorfkirche St. Ursula, neoromanischer Bruchsteinbau | 094 55278          | Baudenkmal     | Weitere Bilder |
| Wendenring 14, 16 (Karte) | Gutshaus         | Ansehnlicher Bau mit hohem Mansarddach aus dem 18. Jahrhundert, später überformt | 094 55032          | Baudenkmal     | Gutshaus       |
| Wendenring 44 (Karte) | Wohnhaus         | Jugendstilbau mit giebelbekröntem Mittelrisalit sowie Terrakotta- und Schmuckziegelfriesen, erbaut 1906                                                                                 | 094 55031          | Baudenkmal     | Wohnhaus       |
| Wendenring 7, 8, 9, 10, 11, 12, 12a, 12b, 12c, 13, 14, 15, 16, 17, 18, 18a, 19, 20, 21, 22, 23, 24, 25, 26, 26a, 27, 29, 31, 33, 35, 37, 39, 41, 43 (Karte) | Ortskern         | Bebauung innerhalb einer Rundlingsanlage, nahezu geschlossene Wohnbebauung des 18. und frühen 19. jahrhunderts                                                                          | 094 55281          | Denkmalbereich | Ortskern       |

### Obermaschwitz
| Lage                                            | Bezeichnung                    | Beschreibung                                                          | Erfassungs- nummer | Ausweisungsart | Bild                           |
| ----------------------------------------------- | ------------------------------ | --------------------------------------------------------------------- | ------------------ | -------------- | ------------------------------ |
| An der Schenke 4, 5, 6, 7, 8, 9, 10, 11 (Karte) | Straßenzug An der Schenke 4–11 | Straßenzug mit kleinteiliger Bebauung aus dem 18. und 19. Jahrhundert | 094 55333          | Denkmalbereich | Straßenzug An der Schenke 4–11 |
| Pranitzer Straße                                | Mühle Reuter                   | Mühle, am 9. Juni 2016 als Denkmal ausgewiesen                        |                    | Baudenkmal     |                                |

### Oppin
| Lage | Bezeichnung                                                | Beschreibung                                                                              | Erfassungs- nummer | Ausweisungsart | Bild           |
| --- | ---------------------------------------------------------- | ----------------------------------------------------------------------------------------- | ------------------ | -------------- | -------------- |
| (Karte) | Kirche St. Georg und St. Elisabeth                         |                                                                                           | 094 55515          | Baudenkmal     | Weitere Bilder |
| nordwestlicher Ortsrand (Karte) | Mühle                                                      | Auf einer Anhöhe stehende Bockwindmühle, kulturgeschichtlich bedeutsam als Mühlenstandort | 094 55514          | Baudenkmal     | Weitere Bilder |
| Alte Hauptstraße (alt: Hauptstraße) 1, 2, 2a, 5, 6, 7, 8, 9, 10, 11, 12, 13, 14, 15, 16, 17, 41, 42, 44, 45, 46, 47, 47a, 48, 49, 50, 51, 52, 53, 54, 55, 56 (Karte) | Alte Hauptstraße 1, 2, 2a, 5–17, 41, 42, 44–47, 47a, 48–56 | Straßenzug mit lokaltypischer kleinteiliger Bebauung                                      | 094 55516          | Denkmalbereich | Weitere Bilder |
| Alte Hauptstraße 10 (Karte) | Bauernhaus                                                 |                                                                                           | 094 77100          | Baudenkmal     | Bauernhaus     |
| Alte Hauptstraße 12 (Karte) | Bauernhof                                                  |                                                                                           | 094 77099          | Baudenkmal     | Bauernhof      |

### Peißen
| Lage                                                     | Bezeichnung           | Beschreibung | Erfassungs- nummer | Ausweisungsart | Bild           |
| -------------------------------------------------------- | --------------------- | --- | ------------------ | -------------- | -------------- |
| Am Zentrum 33 (früher Schulstraße 33) (Karte)            | Wohnhaus              | Achtachsiger Bau mit reich geschmückter Fassade, Wohnhaus des Gehöftes Gustel, errichtet 1856, umgebaut 1898                                                         | 094 55487          | Baudenkmal     | Weitere Bilder |
| Sankt-Wenzel-Platz 7 (Karte)                             | Kirche St. Trinitatis | St. Trinitatis Peißen (bis 1703 St. Wenzel) | 094 55485          | Baudenkmal     | Weitere Bilder |
| Sankt-Wenzel-Platz 3, 6, 7, 8, 9, 10, 11, 12, 13 (Karte) | Platz                 | Bebauung des an Kirche und Friedhof angrenzenden Platzes mit schlichten ein- und zweigeschossigen Wohnhäusern und deren Nebengebäuden, entstanden im 18. und 19. Jh. | 094 55486          | Denkmalbereich | Weitere Bilder |

### Plößnitz
| Lage                                                                  | Bezeichnung                                 | Beschreibung           | Erfassungs- nummer | Ausweisungsart | Bild           |
| --------------------------------------------------------------------- | ------------------------------------------- | ---------------------- | ------------------ | -------------- | -------------- |
| Kreisstraße (Einmündung Maschwitzer Straße) (Karte)                   | Kirche St. Katharina                        |                        | 094 55048          | Baudenkmal     | Weitere Bilder |
| Am Mühlenfeld (Karte)                                                 | Windmühle Plößnitz                          | Bockwindmühle von 1735 | 094 55049          | Baudenkmal     | Weitere Bilder |
| Ethel-Rosenberg-Straße 1, 2, 6, 9, 10, 11, 12, 13, 15, 16, 17 (Karte) | Ethel-Rosenberg-Straße 1, 2, 6, 9–13, 15–17 | Platz                  | 094 55410          | Denkmalbereich | Weitere Bilder |

### Queis
| Lage | Bezeichnung | Beschreibung | Erfassungs- nummer | Ausweisungsart | Bild  |
| --- | ----------- | ------------ | ------------------ | -------------- | ----- |
| Delitzscher Chaussee (alt: Delitzscher Straße) 8 (alt: 9), Platz des Friedens 1, 2, 3, 3a, 6, 9, 10, 12, 13, 14 (Karte) | Platz       |              | 094 55306          | Denkmalbereich | Platz |
| Platz des Friedens 6 (Karte)                                                                                            | Wohnhaus    |              | 094 55187          | Baudenkmal     | BW    |

### Reinsdorf
| Lage                           | Bezeichnung | Beschreibung | Erfassungs- nummer | Ausweisungsart               | Bild           |
| ------------------------------ | ----------- | --- | ------------------ | ---------------------------- | -------------- |
| Friedensplatz 5 (Karte)        | Rittergut   | Rittergut Rittergut Reinsdorf, auch Schloss Reinsdorf, Zweiflügelanlage mit Wirtschaftshof, Reste des aus dem 16. Jh. stammenden Kernbaus im Treppenturm erhalten, der gesamte Bau im 19. und 20. Jh. stark überformt | 094 55205          | Baudenkmal                   | Weitere Bilder |
| Friedensplatz 5                | Park        | Park | 094 55205 001      | Teilobjekt eines Baudenkmals |                |
| Pfaffendorfer Straße 3 (Karte) | Stall       | | 094 55246          | Baudenkmal                   | BW             |

### Reußen
| Lage                   | Bezeichnung | Beschreibung | Erfassungs- nummer | Ausweisungsart | Bild     |
| ---------------------- | ----------- | --- | ------------------ | -------------- | -------- |
| Hauptstraße 9 (Karte)  | Gutshaus    | Stattlicher Ziegelbau aus der Zeit um 1900 mit reichem plastischen Dekor                                                                    | 094 55361          | Baudenkmal     | Gutshaus |
| Hauptstraße 32 (Karte) | Wohnhaus    | Wohnhaus und Stellmacherei, im Ortseingangsbereich gelegene Ziegelbauten des 19. Jh., an der erhaltenen Fassade Medaillons mit Pferdeköpfen | 094 55376          | Baudenkmal     | Wohnhaus |

### Rosenfeld
| Lage | Bezeichnung | Beschreibung | Erfassungs- nummer | Ausweisungsart | Bild |
| --- | ----------- | --- | ------------------ | -------------- | ---- |
| Berliner Straße 13, 13a, 14, 15, 16, 17, (18), 19, 20, Niemberger Straße 1, 2, 3, 4, 5, 6, 7, 8, 9, 10, 11, 12, 13, 14, 15, 16, 17, 18, 18a (Karte) | Straßenzug  | Im Landsberger Ortsteil Hohenthurm ortstypische Wohnhäuser und Gehöfte entlang der von Norden zum Hohenthurmer Burgbereich hinführenden Niemberger Straße und der an der Nordseite des Burgberges verlaufenden Berliner Straße | 094 55494          | Denkmalbereich | BW   |

### Schwerz
| Lage                                                      | Bezeichnung       | Beschreibung | Erfassungs- nummer | Ausweisungsart | Bild           |
| --------------------------------------------------------- | ----------------- | --- | ------------------ | -------------- | -------------- |
| (Karte)                                                   | Kirche St. Marien | Romanischer Westquerturm aus der 2. Hälfte des 12. Jh., Schiff 1729 umgebaut, qualitätvolle barocke Innenausstattung                 | 094 55335          | Baudenkmal     | Weitere Bilder |
| An den Linden (alt: August-Bebel-Straße 14) 28 (Karte)    | Wohnhaus          | Zweigeschossiger gut gegliederter Bau auf Bruchsteinsockel mit Krüppelwalmdach, Ende des 18. / Anfang des 19. Jh.                    | 094 55362          | Baudenkmal     | Wohnhaus       |
| An den Linden (alt: August-Bebel-Straße 9) 14 (Karte)     | Pfarrhaus         | Aus dem 19. Jahrhundert erhaltener Ziegelbau                                                                                         | 094 55364          | Baudenkmal     | BW             |
| Hoffmannplatz (alt: Schulstraße 4) 5 (Karte)              | Wohnhaus          | Breitgelagerter eingeschossiger Bruchsteinbau mit auffällig hohem Mansarddach und seitlichem Anbau, vermutlich ehemalige Wassermühle | 094 55365          | Baudenkmal     | BW             |
| Hoffmannplatz (alt: Schulstraße 6) 6, 7 (Karte)           | Villa             | Staatlicher Villenbau des späten 19. Jahrhunderts mit Garten und Einfriedung                                                         | 094 55363          | Baudenkmal     | Villa          |
| Karl-Mehne-Straße (alt: August-Bebel-Straße 5) 11 (Karte) | Gutshaus          | Anfang des 20. Jahrhunderts entstandener verputzter Ziegelbau mit Schmuckfassade                                                     | 094 55334          | Baudenkmal     | BW             |

### Sietzsch
| Lage                                                                           | Bezeichnung | Beschreibung | Erfassungs- nummer | Ausweisungsart               | Bild       |
| ------------------------------------------------------------------------------ | ----------- | --- | ------------------ | ---------------------------- | ---------- |
| (Karte)                                                                        | Kirche      | Im Kern aus der zweiten Hälfte des 12. Jh., Westquerturm nach Einsturz im Jahr 1987 abgetragen, Errichtung eines provisorischen Glockenstuhls, Chor aus dem 15. Jh., Umbau des Schiffes im ersten Viertel des 18. Jh. | 094 55342          | Baudenkmal                   | Kirche     |
| Dorfstraße 28 (Karte)                                                          | Pfarrhof    | Pfarrhof Westlich des Kirchhofs gelegene kleine Hofanlage mit Wohnhaus, Lehmscheune, Einfriedung; Pfarrhaus mit teilweise erheblich vorkragendem Oberstock aus dem 18. Jahrhundert.                                   | 094 55315          | Baudenkmal                   | BW         |
| Sietzscher Ring 7                                                              | Garten      | Garten | 094 55315 001      | Teilobjekt eines Baudenkmals |            |
| Sietzscher Ring (alt: Ernst-Thälmann-Straße) 1, 14, 15, 16, 17, 18, 19 (Karte) | Straßenzug  | Regionaltypischer Straßenzug mit Hofanlagen und Gasthof des 19. Jahrhunderts | 094 55586          | Denkmalbereich               | Straßenzug |

### Spickendorf
| Lage                                                                              | Bezeichnung        | Beschreibung | Erfassungs- nummer | Ausweisungsart | Bild           |
| --------------------------------------------------------------------------------- | ------------------ | ------------ | ------------------ | -------------- | -------------- |
| Gützer Straße (alt: Landsberger Straße) 5 (alt: 30) (Karte)                       | Wohnhaus           |              | 094 55375          | Baudenkmal     | BW             |
| Im Hufeisen (alt: Thomas-Müntzer-Platz) 1,2, 3, 4, 6,7 (alt: 2,3,4,5,8,9) (Karte) | Straßenzug         |              | 094 55372          | Denkmalbereich | BW             |
| Wilhelm-Külz-Straße 5 (alt: 20) (Karte)                                           | Wohnhaus           |              | 094 55374          | Baudenkmal     | BW             |
| Wilhelm-Külz-Straße 7 (alt: 16) (Karte)                                           | Wohnhaus           |              | 094 55373          | Baudenkmal     | BW             |
| Wilhelm-Külz-Straße 9 (Karte)                                                     | Kirche St. Nikolai |              | 094 55344          | Baudenkmal     | Weitere Bilder |
| Wilhelm-Külz-Straße 14,15,16,17 (alt: 11, 11a, 12, 13) (Karte)                    | Straßenzug         |              | 094 55343          | Denkmalbereich | BW             |

### Untermaschwitz
| Lage                                | Bezeichnung                       | Beschreibung                                                                                   | Erfassungs- nummer | Ausweisungsart | Bild                              |
| ----------------------------------- | --------------------------------- | ---------------------------------------------------------------------------------------------- | ------------------ | -------------- | --------------------------------- |
| Am unteren Teich (Karte)            | Kirche St. Nikolai                | auf die erste Hälfte des 13. Jahrhunderts zurückgehende aus Bruchsteinen errichtete Kirche     | 094 55329          | Baudenkmal     | Weitere Bilder                    |
| Dorfstraße 7 (Karte)                | Wohnhaus Dorfstraße 7             | in der zweiten Hälfte des 19. Jahrhunderts als Gutshaus errichtetes Wohnhaus                   | 094 55332          | Baudenkmal     | Wohnhaus Dorfstraße 7             |
| Dorfstraße 10 (Karte)               | Wohnhaus Dorfstraße 10            | 1888 errichtetes Wohnhaus                                                                      | 094 55331          | Baudenkmal     | Wohnhaus Dorfstraße 10            |
| Dorfstraße 7, 8, 10, 11, 12 (Karte) | Straßenzug Dorfstraße 7, 8, 10–12 | Wohnhäuser und Wirtschaftsgebäude aus der zweiten Hälfte des 19. Jahrhunderts in der Ortsmitte | 094 55330          | Denkmalbereich | Straßenzug Dorfstraße 7, 8, 10–12 |

### Wölls-Petersdorf
| Lage | Bezeichnung | Beschreibung | Erfassungs- nummer | Ausweisungsart | Bild           |
| --- | ----------- | --- | ------------------ | -------------- | -------------- |
| (Karte) | Mühle       | 1886 erbaute Bockwindmühle | 094 55345          | Baudenkmal     | Weitere Bilder |
| Bernhard-Brühl-Straße (alt: Schillerweg) 1 (alt: 73), Wendenplatz (alt: Marx-Engels-Platz) 3, 4, 5, 6, 8 (alt: 71, 67, 72, 68, 69) (Karte) | Platz       | Regionaltypischer Dorfplatz mit Gehöften des 19. Jahrhunderts, trauf- und giebelständige Wohnhäuser mit charakteristischen Krüppelwalmdächern                                                                         | 094 55379          | Denkmalbereich | Platz          |
| Geschwister-Scholl-Straße 88 (Karte) | Villa       | Gutshaus (Schloss Petersdorf) des ehemaligen Gutes Troitzsch, Wohnhaus von 1896 in Neorenaissanceformen, aufwendig geschmückter hoher Torbogen von 1891 als Eingangsbereich zum Garten, als Kindertagesstätte genutzt | 094 55378          | Baudenkmal     | Weitere Bilder |

### Zöberitz
| Lage                                        | Bezeichnung | Beschreibung | Erfassungs- nummer | Ausweisungsart | Bild           |
| ------------------------------------------- | ----------- | --- | ------------------ | -------------- | -------------- |
| Zum Rittergut 1 (ehem. Hauptstraße) (Karte) | Gutshaus    | Stattliches Gutshaus, im Kern barock, heutige Gestalt aus dem 19. Jahrhundert, bemerkenswertes Portal                                                           | 094 55560          | Baudenkmal     | Gutshaus       |
| Zum Rittergut 10 (Karte)                    | Schule      | Ehemalige Dorfschule, erbaut 1925, qualitätvoller eingeschossiger Bau, Eingangstür mit interessanter Klinke in Form eines Fisches und dekorativen Türbeschlägen | 094 55559          | Baudenkmal     | Weitere Bilder |
| Zum Rittergut 21 (Karte)                    | Wohnhaus    | Den Ortseingang prägendes Gebäude mit hohem Mansarddach, um 1800                                                                                                | 094 55561          | Baudenkmal     | Weitere Bilder |

### Zwebendorf
| Lage               | Bezeichnung | Beschreibung | Erfassungs- nummer | Ausweisungsart | Bild           |
| ------------------ | ----------- | ------------ | ------------------ | -------------- | -------------- |
| (Karte)            | Kirche      |              | 094 55307          | Baudenkmal     | Weitere Bilder |
| Am Teich 8 (Karte) | Wohnhaus    |              | 094 55377          | Baudenkmal     | BW             |

## Ehemalige Kulturdenkmale nach Ortsteilen

### Kockwitz
| Lage                                                                    | Bezeichnung | Beschreibung | Erfassungs- nummer | Ausweisungsart | Bild |
| ----------------------------------------------------------------------- | ----------- | ------------ | ------------------ | -------------- | ---- |
| Dorfstraße 4, 6, 7, 8, 9, 10, 11, 12, 13, (14), 15, 16, 17, 18, (Karte) | Ortskern    |              | 094 55575          | Denkmalbereich | BW   |

### Landsberg
| Lage                         | Bezeichnung | Beschreibung | Erfassungs- nummer | Ausweisungsart | Bild |
| ---------------------------- | ----------- | ------------ | ------------------ | -------------- | ---- |
| Merseburger Straße 2 (Karte) | Wohnhaus    |              | 094 55203          | Baudenkmal     | BW   |

### Sietzsch
| Lage                       | Bezeichnung | Beschreibung | Erfassungs- nummer | Ausweisungsart | Bild |
| -------------------------- | ----------- | ------------ | ------------------ | -------------- | ---- |
| Hallesche Straße 2 (Karte) | Schule      |              | 094 55585          | Baudenkmal     | BW   |

## Legende
In den Spalten befinden sich folgende Informationen:
- Lage: Nennt den Straßennamen und wenn vorhanden die Hausnummer des Kulturdenkmals. Die Grundsortierung der Liste erfolgt nach dieser Adresse. Der Link „Karte“ führt zu verschiedenen Kartendarstellungen und nennt die geographischen Koordinaten.
Link zu einem Kartenansichtstool, um Koordinaten zu setzen. In der Kartenansicht sind Baudenkmale ohne Koordinaten mit einem roten bzw. orangen Marker dargestellt und können in der Karte gesetzt werden. Baudenkmale ohne Bild sind mit einem blauen bzw. roten Marker gekennzeichnet, Baudenkmale mit Bild mit einem grünen bzw. orangen Marker.
- Offizielle Bezeichnung: Nennt den Namen, die Bezeichnung oder zumindest die Art des Kulturdenkmals und verlinkt, soweit vorhanden, auf den Artikel zum Objekt.
- Beschreibung: Nennt bauliche und geschichtliche Einzelheiten des Kulturdenkmals, vorzugsweise die Denkmaleigenschaften.
- Erfassungsnummer: Für jedes Kulturdenkmal wird in Sachsen-Anhalt eine 20stellige Erfassungsnummer vergeben. Die letzten zwölf Ziffern werden für die Untergliederung nach Teilobjekten genutzt und werden nur angegeben, soweit vergeben. In dieser Spalte kann sich folgendes Icon  befinden, dies führt zu Angaben zu diesem Baudenkmal bei Wikidata.
- Ausweisungsart: Die Einordnung des Denkmales nach § 2 Abs. 2 DenkmSchG LSA
- Bild: Ein Bild des Denkmales, und gegebenenfalls einen Link zu weiteren Fotos des Kulturdenkmals im Medienarchiv Wikimedia Commons. Wenn man auf das Kamerasymbol klickt, können Fotos zu Kulturdenkmalen aus dieser Liste hochgeladen werden: